# Allotinus obscurus
Allotinus obscurus är en fjärilsart som beskrevs av Johannes Karl Max Röber 1886. Allotinus obscurus ingår i släktet Allotinus och familjen juvelvingar. Inga underarter finns listade i Catalogue of Life.